# Rudolf Stermecki
Rudolf Stermecki, slovenski veletrgovec, * 22 april 1876 Brezovica na Bizeljskem,  † 6 februar 1957,Zagreb
Po osnovni šoli v Brezovici na Bizeljskem se je v Brežicah izučil trgovine ter nato delal kot trgovski pomočnik v Brežicah, v Kočevju in v Žužemberku. Po odsluženi vojaščini je služboval v Ljubljani, 1905 pa je v Celju osnoval svojo trgovino in kot spreten trgovec hitro prosperiral. Leta 1911 je kupil hišo celjske posojilnice, jo večkrat prezidal, okr. 1939 podrl in zgradil veleblagovnico, ki je razpošiljala blago po vsej Jugoslaviji (po drugi svetovni vojni celjska veleblagovnica Tekstil). Slovenec je 1935 o njem zapisal, da »zavzema v slovenski trgovini, lahko rečemo, prvo mesto«. Že pred prvo svetovno vojno je bil predsednik Slovenskega trgovskega društva, po njej pa Trgovskega gremija. Bil je član Zbornice TOI in drugih institucij. Leta 1921 je bil v Celju izvoljen v mestni svet, 1935 pa imenovan za podžupana. Leta 1935 je bil tudi imenovan za člana banskega sveta.